# Mayetiola buhri
Mayetiola buhri är en tvåvingeart som beskrevs av Ertel 1975. Mayetiola buhri ingår i släktet Mayetiola och familjen gallmyggor. Inga underarter finns listade i Catalogue of Life.